# Sessibugula
Sessibugula is een mosdiertjesgeslacht uit de familie van de Bugulidae en de orde Cheilostomatida

## Soorten
- Sessibugula barrosoi Lopez de la Cuadra & Garcia-Gomez, 1994
- Sessibugula translucens Osburn, 1950